# Jaderná elektrárna Vogtle
Jaderná elektrárna Vogtle (anglicky Vogtle nuclear power plant) je provozní jaderná elektrárna ve Spojených státech. Nachází se poblíž města Waynesboro v Burke County ve státě Georgie. Elektrárnu většinově vlastní a provozuje společnost Georgia Power společně s menšinovými vlastníky. Šlo o první jadernou elektrárnu uvedenou do provozu po havárii Three Mile Island.
Od roku 2013 zde probíhala výstavba dvou nových reaktorů AP1000, kterou doprovázelo mnohočetné nedodržení harmonogramů a překročení rozpočtu. Dva nové bloky byly uvedeny do provozu v letech 2023 a 2024, což z elektrárny Vogtle udělalo nejvýkonnější jadernou elektrárnu ve Spojených státech s instalovaným hrubým výkonem 4958 MW. Bloky 3 a 4 jsou nejnovějšími reaktory ve Spojených státech, do té doby to byl blok Watts Bar-2 uvedený do provozu v roce 2016.

## Historie a technické informace

### Počátky
Společnost Georgia Power Company začala plánovat jadernou elektrárnu poblíž Hancock Landing na řece Savannah v roce 1971. Původně byly plánovány dva reaktory Westinghouse. Plány však byly ve stejném roce rozšířeny na čtyři reaktory. Atomic Energy Commission (AEC) však euforii zastavila a na základě tipu od Smithsonian Institution vyzvala k archeologickým průzkumům na plánovaném místě. Pokud by se ale ukázalo, že se jedná o archeologické naleziště, nebylo by na objekt vydáno stavební povolení, dokud by práce archeologů nebyly zcela dokončeny.
AEC vydala 28. června 1974 stavební povolení pro všechny čtyři bloky. Uvedení do provozu mohlo proběhnout v letech 1980 a 1981. V září 1974 však byly přípravné práce na celém projektu až do odvolání zastaveny s možností pokračovat ve výstavbě 1. a 2. bloku v roce 1976. Zároveň se společnost snažila najít další menšinové vlastníky zařízení za účelem dalšího navýšení kapitálu. Do léta 1975 nebylo jasné, zda bude zařízení vůbec postaveno. Již v roce 1976 byli nalezeni další dva akcionáři, včetně Municipal Electric Authority of Georgia a města Dalton, a proto mohly práce na elektrárně začít. Aby se mohla připravit na další úspory, odložila Georgia Power Company plány na elektrárnu Scherer.

### Výstavba bloků 1 a 2
Výstavba obou bloků byla zahájena dne 1. srpna 1976. Náklady na dva bloky byly vyčísleny v roce 1973 na 660 milionů dolarů. Náklady však až do roku 1980 stále rostly, takže společnost Georgia Power Company v témže roce prodala 30 % svých akcií v jedné z jaderných elektráren na Floridě, aby mohla nadále pokrýt náklady. Jen v letech 1972 až 1982 bylo jen v USA kvůli intenzivnímu nárůstu nákladů a šoku po havárii v jaderné elektrárně Three Mile Island zrušeno 100 reaktorů za deset miliard dolarů. Očekávalo se dokonce zrušení výstavby druhého bloku elektrárny Vogtle, protože příjmy společnosti Georgia Power byly zhruba 900 milionů dolarů ročně, což sotva stačilo na financování výstavby. Vzhledem k tomu, že stavba byla největším finančním projektem ve státě Georgie, vládnoucí strana ve státě tuto nebezpečnou hru o peníze kritizovala. Pokud by byla elektrárna na poslední chvíli zrušena, nejen Georgia Power Company, ale i Southern Company a stát Georgie by čelily ekonomickému kolapsu. To poprvé zmobilizovalo odpůrce proti jaderné elektrárně Vogtle. Aby byly výdaje pokryty, cena elektřiny byla v roce 1987 zvýšena o 31%. Vzhledem k tomu, že první reaktor měl být uveden do provozu v příštích deseti měsících, stavba pokračovala. Výstavba bloku 3 a 4 nebyla zahájena.

### Uvedení do provozu
Elektrárna byla dokončena v podobě se dvěma bloky a s významným zpožděním a překročením nákladů.

#### Blok 1
Dne 27. března 1987 byl první blok poprvé synchronizován se sítí, aby mohl dodávat elektřinu. K předání do komerčního provozu došlo 1. června 1987. V říjnu 1988, krátce po uvedení do provozu došlo k incidentu, kdy byl ventil kapalného radioaktivního odpadu umístěn do nevhodné polohy v jednom ze dvou bloků. Vzniklo tak přímé spojení mezi nádrží kapalného radioaktivního odpadu z reaktoru a reaktorem, který byl však v té době v provozu. To zapříčinilo stav, ve kterém nesmí být reaktor za žádných okolností provozován. Zaměstnanci si chtěli ulehčit práci s čištěním reaktoru a tuto aktivitu neprovedli. Teprve v lednu 1990 se o tom dozvěděla Nuclear Regulatory Commission a uložila společnosti Georgia Power pokutu ve výši 100 tisíc dolarů.

#### Blok 2
Druhý blok byl připojen k síti 10. dubna 1989 a 20. května 1989 byl uveden do komerčního provozu. Ve stejném roce však Státní komise pro veřejnou službu kritizovala financování a vzdala se podílu v elektrárně, aby na jedné straně podpořila finančně strádající společnost Georgia Power a na druhé straně předběžně snížila náklady na výrobu elektřiny z jaderné elektrárny Vogtle. Tento krok měl za následek snížení celkových nákladů na výstavbu na 8,87 miliardy dolarů.

### Bloky 3 a 4
V srpnu 2006 společnost Souther Nuclear, dceřiná společnost Georgia Energy požádala o předčasné povolení umístění. Dne 31. března 2008 podala společnost Georgia Power žádost o licenci a provoz u Nuclear Regulatory Commission na výstavbu dalších dvou reaktorů v lokalitě Vogtle. Podle plánu tato licence měla být schválena a předána zpracovateli a provozovateli do 24. srpna 2011.  To znamenalo, že stavba mohla začít nejdříve v roce 2011 a provoz mohl začít nejdříve v roce 2017. Náklady na dva nové 1100 MW reaktory byly odhadnuty na 14 miliard dolarů. Reaktory se staly prvními ve výstavbě po zhruba 30 letech stagnace.

### Výstavba
Výstavba třetího bloku oficiálně začala 12. března 2013.  V tomto prvním kroku byly základy díla vylity do 41 hodin do dne 14. března. Při odlévání základu se prokázalo, že při tuhnutí základu vznikaly trhliny. Trhliny byly dobře viditelné díky vlhkosti, která se tam nahromadila. Na základě dotazu s Westinghouse Electric Company bylo potvrzeno, že tyto nesrovnalosti byly očekávány během vytvrzování a neměly žádný bezpečnostní význam. Společnost Westinghouse dále tvrdila, že přes prasklinky by se dostal další beton, a proto by to nebylo relevantní. I přes toto tvrzení byla před položením části kontejnmentu vylita další vrstva, která má však také nerovnosti. Ve výsledku jsou ale tyto praskliny nevýznamné. Během víkendu 1. června 2013 začala montáž kontejnmentové nádoby se zvednutím spodní hlavy nádoby na místo. Do června 2013 byl harmonogram výstavby překročen minimálně o 14 měsíců.
Blok 4 se začal stavět dne 19. listopadu 2013. Dne 21. listopadu 2013 bylo dokončeno zalévání základů pro 4. blok.
Další zpoždění a zvýšení nákladů byly začleněny do revidovaného harmonogramu na začátku roku 2015. V důsledku většího zpoždění a překročení nákladů dodavatel CB&I opustil projekt a Westinghouse převzal přímou kontrolu nad projektem jako dodavatel a najal stavební firmu Fluor, aby nahradila CB&I. Westinghouse koupil určitá aktiva bývalé Shaw Group od CB&I, aby projekt mohl pokračovat. V roce 2016 Southern Company a Westinghouse přidaly do projektu stavební firmu Bechtel, aby se podělily o odpovědnost za řízení výstavby.
Pokrok v roce 2017 zahrnoval instalaci potrubí chladicí smyčky reaktoru a obou parogenerátorů na 3. bloku. Pokroku bylo dosaženo také v budově turbíny. Ve stejném roce byla také dokončena výstavba dvou chladicích věží. Jejich výška je 180 metrů.

#### Bankrot společnosti Westinghouse
V březnu 2017 společnost Westinghouse Electric Company požádala o bankrot kvůli ztrátám ze svých dvou projektů jaderné výstavby ve Spojených státech, elektrárně Vogtle a elektrárně Virgil C. Summer. Americká vláda poskytla úvěrové záruky ve výši 8,3 miliardy dolarů na pomoc při financování výstavby reaktorů Vogtle. Bylo dohodnuto dokončení elektrárny. Dne 31. července 2017 divize Southern Company, Southern Nuclear, převzala výstavbu od společnosti Westinghouse a otevřela nabídku na novou zakázku na správu stavby, která bude řídit každodenní práce na staveništi. Southern obdržel nabídky od společností Fluor a Bechtel. Dne 31. srpna 2017 společnost Southern oznámila své rozhodnutí pokročit s Bechtelem, který bude každodenním stavebním manažerem po zbytek projektu. Bechtel později nahradil Fluor, který by se již na projektu nepodílel.
V srpnu 2018 došlo k nárůstu nákladů o 2,3 miliardy USD. Celkové náklady včetně nákladů na financování se tehdy odhadovaly na zhruba 25 miliard dolarů. V září 2018, aby projekt udržela, Georgia Power souhlasila, že zaplatí dodatečný podíl nákladů menších partnerů projektu, pokud dodatečné náklady na dokončení překročí 9,2 miliardy dolarů. V březnu 2019 byly různým partnerům stavby poskytnuty další záruky za federální půjčky ve výši 3,7 miliardy dolarů, přičemž celkové záruky za federální půjčky dosáhly výše až 12 miliard USD. Generální ředitel společnosti Georgia Power uvedl, že úvěrové záruky hrály klíčovou roli při snižování nákladů na financování stavby.
Blok 4 byl budován s využitím zkušeností získaných z bloku 3 az neúspěšného projektu jaderné elektrárny V. C. Summer a v důsledku toho bylo změněno pořadí, ve kterém jsou instalovány některé komponenty. Dne 22. listopadu 2019 byl pro blok 4 instalován třetí prstenec kontejnmentu a 8. prosince 2019 byla střecha budovy bloku 3 položena na poslední kontejnmentový prstenec 3. bloku. Dne 16. prosince 2019 byl zprovozněn dispečink 3. bloku a k dispozici pro testování systémů. Dne 11. února 2020 společnost Southern Nuclear oznámila, že bylo dokončeno pokládání betonu uvnitř kontejnmentu bloku 3, což umožňuje instalaci plnicího stroje reaktoru. Od února 2020 pokračovala montáž posledního nejvyššího vertikálního prvku celé budovy reaktoru 3. bloku, skladovací nádrže chladicího systému pasivního kontejnmentu, která je umístěna na střeše budovy štítu a má tvar válce.
V říjnu 2021 bylo oznámeno další tříměsíční zpoždění dokončení obou bloků, přičemž 3. blok se očekávalo uvedení do provozu ve třetím čtvrtletí roku 2022 a blok 4 ve druhém čtvrtletí roku 2023. V srpnu 2022 bylo oznámeno další zpoždění, nejprve čtvrtletí 2023 pro blok 3 a potom čtvrté čtvrtletí roku 2023 pro blok 4. Očekávalo se, že náklady vzrostou kvůli zpožděním na více než 30 miliard dolarů.

### Uvedení do provozu
Dne 14. října 2022 bylo oznámeno, že do bloku 3 začalo být zaváženo jaderné palivo. Blok měl být uveden do provozu ve třetím čtvrtletí 2023. Během spouštění a předprovozních testů v únoru 2023 trpěl chladicí systém elektrárny neočekávanými vibracemi. Byla přijata opatření k nápravě problému. Uvedení do provozu se očekávalo v květnu nebo červnu 2023. Dne 6. března 2023 bylo poprvé dosaženo jaderného štěpení. Blok byl připojen k síti 1. dubna 2023 a do komerčního provozu vstoupil 31. července jako první reaktor postavený od nuly ve Spojených státech v 21. století.
Dne 2. května 2023 Georgia Power oznámila, že čtvrtý blok Vogtle dokončil horké funkční testování, které potvrdilo, že reaktor je připraven na své první palivo. Dne 18. srpna 2023 začalo zavážení paliva 264 palivovými články. V říjnu 2023 došlo u čerpadla chladicí vody reaktoru na 4. bloku k poruše, což zpozdilo datum uvedení 4. bloku do provozu na první čtvrtletí roku 2024. Později byly v chladicím systému zjištěny vibrace, čímž se datum uvedení do provozu posunulo na druhé čtvrtletí roku 2024. Dne 14. února 2024 dosáhl čtvrtý blok poprvé kritičnosti. Blok byl připojen k síti 1. března 2024 a do komečního provozu vstoupil 29. dubna 2024.

## Informace o reaktorech
| Reaktor  | Typ reaktoru      | Výkon   | Výkon   | Zahájení výstavby | Připojení k síti | Uvedení do provozu | Uzavření |
| Reaktor  | Typ reaktoru      | Čistý   | Hrubý   | Zahájení výstavby | Připojení k síti | Uvedení do provozu | Uzavření |
| -------- | ----------------- | ------- | ------- | ----------------- | ---------------- | ------------------ | -------- |
| Vogtle-1 | Westinghouse M412 | 1150 MW | 1229 MW | 1. 8. 1976        | 27. 3. 1987      | 1. 6. 1987         |          |
| Vogtle-2 | Westinghouse M412 | 1152 MW | 1229 MW | 1. 8. 1976        | 10. 4. 1989      | 20. 5. 1989        |          |
| Vogtle-3 | AP1000            | 1117 MW | 1250 MW | 2. 3. 2013        | 31. 3. 2023      | 31. 6. 2023        |          |
| Vogtle-4 | AP1000            | 1117 MW | 1250 MW | 19. 11. 2013      | 6. 3. 2024       | 29. 4. 2024        |          |